# Hermann Schlegtendal
Hermann Schlegtendal (* 5. Februar 1887 in Duisburg; † 4. Februar 1957 in Schwerte) war ein deutscher Jurist und Politiker. Er war Oberbürgermeister von Lünen (1932–1935).

## Leben
Als Sohn einer Duisburger Kaufmannsfamilie geboren, studierte Schlegtendal Rechtswissenschaften in Heidelberg, Göttingen und Münster. Während seines Studiums wurde er 1906 Mitglied der Burschenschaft Frankonia Heidelberg und 1907 der Burschenschaft Hannovera Göttingen. Nach seinem Studienabschluss war er 1914 Assessor. Am Ersten Weltkrieg nahm er als Adjutant einer Feldartillerie-Abteilung teil. Danach arbeitete er kurze Zeit als Rechtsanwalt, bevor er in die Kommunalverwaltung wechselte. 1922 bis 1926 war er Beigeordneter in Kreuznach und dann bis 1932 Bürgermeister in Schwerte. Am 18. Januar 1932 wurde er Oberbürgermeister in Lünen, konnte seine auf 12 Jahre angelegte Amtszeit jedoch nicht beenden, da er von den Nationalsozialisten 1935 aus politischen Gründen aus dem Amt gedrängt wurde. Nach dem Krieg lebte er in Schwerte.